# Волас Бири
Волас Фицџералд Бири (енгл. Wallace Fitzgerald Beery; Канзас Сити, 1. април 1885 — Беверли Хилс, 15. април 1949) био је амерички глумац. Најпознатији је по улози Била у филму Мин и Бил, са Мари Дреслер, али и по драми Шампион, за коју је добио Оскар за најбољег главног глумца. Током тридесетшестогодишње каријере, глумио је у 250 филмова.

## Кратка биографија
Са шеснаест година, Бири је побегао од куће и придружио се Ringling Bros. циркусу, где је тренирао слонове. Две године касније, пошто га је напао леопард, напустио је тај посао и отишао у Њујорк где је убрзо добио улоге на Бродвеју. Године 1916, упознао је Глорију Свансон, и са њом се венчао. Развели су се три године касније јер је пио и физички је злостављао. Улогу Панча Виље, коју је тада добио, одиграо је седамнаест година касније у филму Живео Виља! који је постао комерцијално најуспешнији филм 1934. године. Остварио је запажене улоге у филмовима Изгубљени свет (по роману Артура Конана Дојла) и Последњи Мохиканац. Због његовог снажног гласа, у Метро-Голдвин-Мејеру су га често бирали за ексцентричне и необичне ликове.
Бири се оженио Ритом Гилман, пет година после развода од прве супруге, али се и тај брак завршио разводом. Колеге нису волеле да сарађују са њим, јер је био мизантроп и тежак са сарадњу. Он је био најплаћенији холивудски глумац тридесетих година, јер би за улогу у филму добио милион долара више од било ког другог глумца који глуми у том филму. Такође је био власник неколико авиона. Године 1939, усвојио је девојчицу по имену Филис Ен.
Волас Бири је први пут номинован за Оскара 1930, за филм Велика кућа, али добио га је две године касније за улогу у филму Шампион. Међутим, Академија је одлучила да те године има два лауреата у овој категорији, па је Бири награду делио са Фредриком Марчом, који је награђен за хорор Доктор Џекил и господин Хајд. За поновљену улогу Панча Виље, добио је Волпи пехар на Венецијанском филмском фестивалу 1934. године.